# Stazione di Gorizia Centrale
La stazione di Gorizia Centrale è una stazione ferroviaria della linea Udine-Trieste, posta a servizio dell'omonimo capoluogo di provincia.
È origine della linea internazionale per Nova Gorica.

## Storia

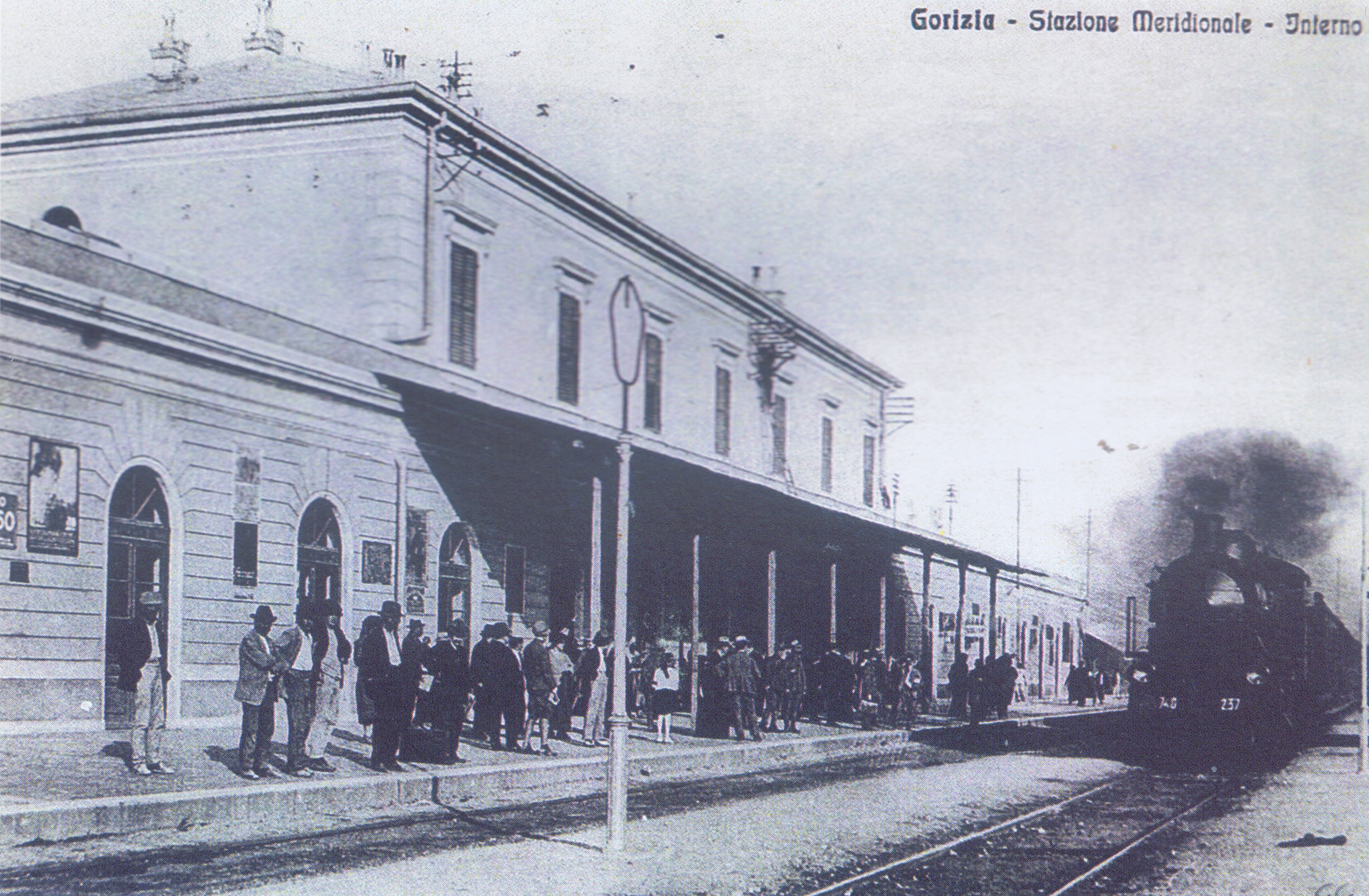
Un treno condotto da una locomotiva FS gruppo 740 all'ingresso della stazione nel 1920

La stazione fu inaugurata il 1º ottobre 1860 con l'apertura della ferrovia Udine-Trieste. A quel tempo in territorio austriaco, la stazione ebbe il doppio nome di Görz/Gorizia e fu esercita dalla Imperial Regia Privilegiata Società delle ferrovie dell'Austria Meridionale e della Venezia.
Nel 1902, la stazione di Gorizia divenne capotronco della linea per Aidussina, costruita ed esercita dalla Ferrovia Locale Gorizia Haidenschaft (FLGH).
Nel 1906, a seguito dell'apertura della ferrovia Jesenice–Trieste, facente parte del complesso della ferrovia Transalpina, la stazione assunse la doppia denominazione di Görz Südbahnhof/Gorizia Meridionale, per distinguerla da quella sorta sulla nuova linea, la Görz Staatsbahnhof/Gorizia stazione delle Ferrovie dello Stato. I due impianti ferroviari erano collegati da un breve raccordo che utilizzava parzialmente la linea per Aidussina. Durante la prima guerra mondiale il fabbricato fu gravemente danneggiata dai bombardamenti. L'8 agosto 1916 il sottotenente Aurelio Baruzzi, primo soldato italiano ad entrare a Gorizia, issò sulle rovine della stazione il Tricolore.
A seguito del trattato di Saint-Germain-en-Laye (1919), le due stazioni passarono all'Italia e furono esercite dalle Ferrovie dello Stato (FS). La stazione della Udine–Trieste cambiò diverse volte denominazione nel corso dei dodici anni successivi: inizialmente mantenne il nome italiano di Gorizia Meridionale per poi diventare Gorizia Campagnuzza e, dal 1923, Gorizia Centrale.
Il transito internazionale per Nova Gorica, interrotto in seguito alle modifiche confinarie conseguenti alla seconda guerra mondiale, venne aperto all'esercizio il 13 ottobre 1960.

## Strutture e impianti
La stazione dispone di quattro binari per il servizio viaggiatori e di uno scalo parzialmente elettrificato.

## Movimento

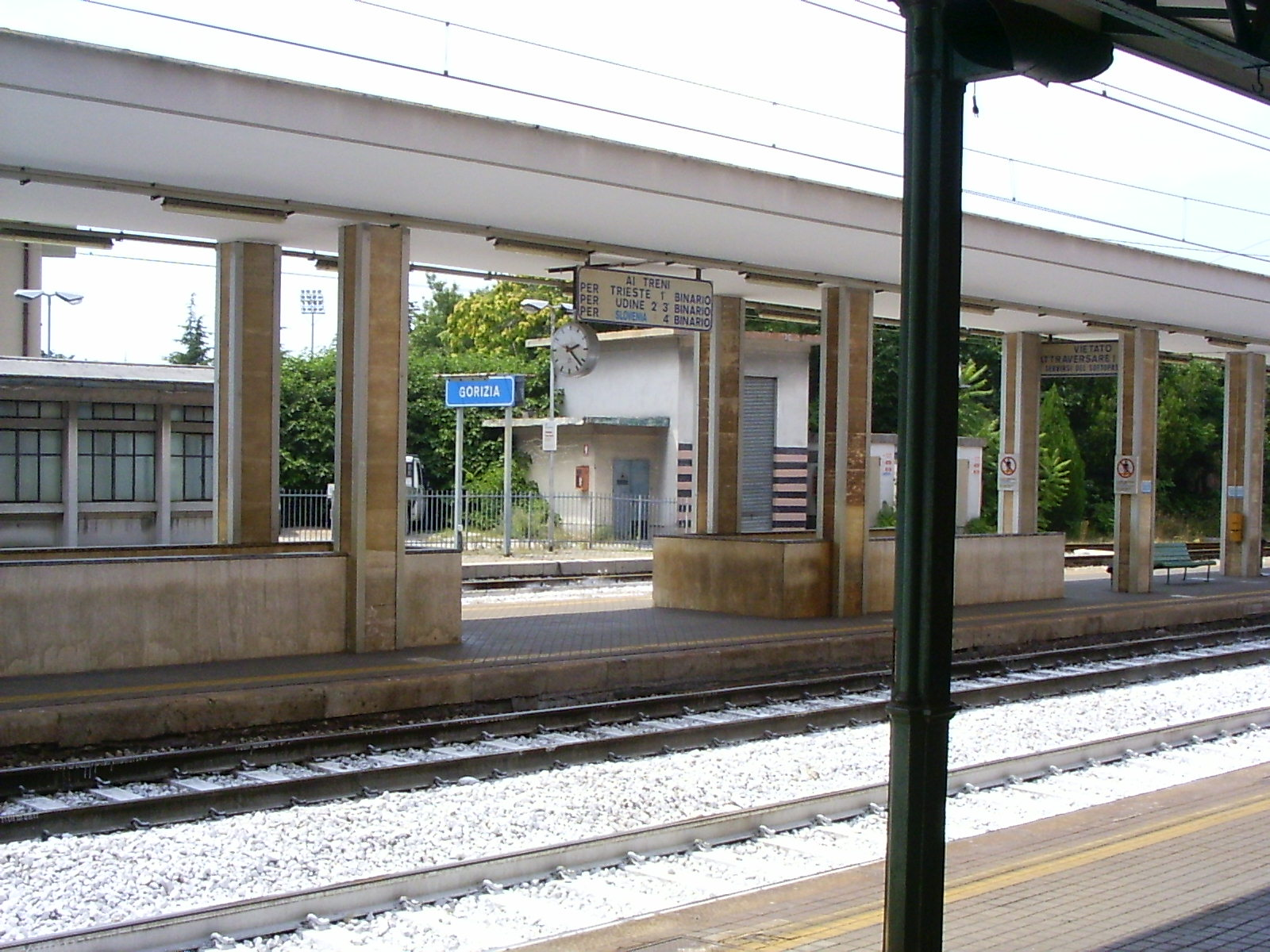
Particolare del piazzale binari

La stazione, esercita da Rete Ferroviaria Italiana, è servita da treni regionali svolti da Trenitalia nell'ambito del contratto di servizio stipulato con la Regione Friuli Venezia Giulia; la stazione è servita inoltre da un collegamento InterCity Notte in servizio Roma-Trieste e da una coppia di Frecciarossa da e per Napoli, sempre di Trenitalia.
Il movimento passeggeri è di circa 1 400 000 di persone all'anno, che fanno sì che la stazione di Gorizia sia la quinta stazione in Friuli-Venezia Giulia per numero di passeggeri.

## Servizi
La stazione dispone dei seguenti servizi:
- Biglietteria a sportello
- Biglietteria automatica
- Sala d'attesa
- Servizi igienici
- Posto di Polizia ferroviaria
- Bar

## Interscambi
Fra il 1909 e il 1935 l'area di fronte al fabbricato viaggiatori ospitò il capolinea meridionale della rete tranviaria di Gorizia.
- Fermata autobus
- Stazione taxi